# Leave a Whisper
Leave a Whisper ist das Debütalbum der US-amerikanischen Rockband Shinedown. Es wurde am 27. Mai 2003 bei Atlantic Records veröffentlicht.

## Entstehung
Das Album wurde von 2002 bis 2003 mit Bob Marlette, Tony Battaglia und Rick Beato in den Studios Made In The Shade und My House Studios aufgenommen, abgemischt in den Soundtrack Studios, New York City, sowie den Armoury Studios, Vancouver, Kanada. Alle drei Produzenten waren teils auch am Songwriting beteiligt. Die Abmischung nahmen Andy Wallace, Randy Staub und Tony Battaglia vor.

## Titelliste
| Nr.          | Titel               | Autor(en)                             | Länge |
| ------------ | ------------------- | ------------------------------------- | ----- |
| 1.           | Fly from the Inside | Brent Smith, Bob Marlette             | 3:55  |
| 2.           | Left Out            | Smith, Brad Stewart, Jasin Todd       | 3:51  |
| 3.           | Lost in the Crowd   | Smith, Rick Beato                     | 3:58  |
| 4.           | No More Love        | Smith, Marlette, Todd, Tony Battaglia | 3:46  |
| 5.           | Better Version      | Smith, Marlette, Stewart              | 3:45  |
| 6.           | Burning Bright      | Smith, Battaglia                      | 3:46  |
| 7.           | In Memory           | Smith, Beato, Stewart                 | 4:04  |
| 8.           | All I Ever Wanted   | Smith, Stewart, Todd                  | 4:12  |
| 9.           | Stranger Inside     | Smith, Beato                          | 4:01  |
| 10.          | Lacerated           | Smith, Battaglia, Stewart, Todd       | 4:00  |
| 11.          | Crying Out          | Smith, Marlette, Todd                 | 3:34  |
| 12.          | 45                  | Smith, Battaglia                      | 4:09  |
| Gesamtlänge: | Gesamtlänge:        | Gesamtlänge:                          | 47:01 |

| Nr.          | Titel                             | Autor(en)                        | Länge   |
| ------------ | --------------------------------- | -------------------------------- | ------- |
| 13.          | Simple Man (Lynyrd-Skynyrd-Cover) | Gary Rossington, Ronnie Van Zant | 5:20    |
| 14.          | Burning Bright (Sanford Mix)      |                                  | 3:44    |
| 15.          | 45 (Acoustic)                     |                                  | 4:34    |
| Gesamtlänge: | Gesamtlänge:                      | Gesamtlänge:                     | 1:00:39 |

## Kritiken
Johnny Loftus vergab bei AllMusic zwei von fünf Sternen. Er verglich die Band mit Creed, Puddle of Mudd und den neueren Alice in Chains und schrieb: „Coupled with a plodding, two-dimensional sound varying little from song to song, let alone from the sound of its peers, Shinedown's debut offers scant hope that heavy music will right itself from the nasty stumble of its last few years.“

## Kommerzieller Erfolg

### Chartplatzierungen
Das Album erreichte Platz 53 der Billboard 200, war 60 Wochen platziert und wurde im Oktober 2005 in den USA mit Platin zertifiziert.
| ChartsChartplatzierungen       | Höchstplatzierung | Wochen |
| ------------------------------ | ----------------- | ------ |
| Vereinigte Staaten (Billboard) | 53 (60 Wo.)       | 60     |

| ChartsJahrescharts (2004)      | Platzierung |
| ------------------------------ | ----------- |
| Vereinigte Staaten (Billboard) | 168         |

### Auszeichnungen für Musikverkäufe
| Land/Region               | Auszeichnungen für Musikverkäufe (Land/Region, Auszeichnung, Verkäufe) | Verkäufe  |
| ------------------------- | ---------------------------------------------------------------------- | --------- |
| Kanada (MC)               | Gold                                                                   | 50.000    |
| Vereinigte Staaten (RIAA) | Platin                                                                 | 1.000.000 |
| Insgesamt                 | 1× Gold · 1× Platin ·                                                  | 1.050.000 |